# Jantje
Jantje is de verkleinvorm van de naam Jan, die op zijn beurt weer een afkorting is van de naam Johannes. Deze naam is kort en eenvoudig en komt in Nederlandstalige gebieden erg veel voor. In moppen is iemand met de naam Jantje vaak een onschuldig maar pienter jongetje, dat in zijn kinderlijke onbevangenheid taboedoorbrekende en vaak seksueel getinte vragen stelt of opmerkingen maakt, of zaken extreem letterlijk neemt zoals kinderen vaak doen.
De naam Jantje was vroeger ook gebruikelijk als meisjesnaam, als afkorting van Johanna. In enkele plaatsen waar men sterk aan tradities hecht, krijgen meisjes bij de geboorte nog wel deze naam.

## Trivia
- Matrozen worden ook wel Jantjes genoemd
- De Jantjes is ook de titel van musical over matrozen
- Een bekend gedicht van Hieronymus van Alphen begint met de regel "Jantje zag eens pruimen hangen"
- Een Jantje is ook een klein model kussen
- Een biertje wordt ook wel een jantje genoemd (D.& B. Vellinga)
- Onder expats in de bankenstad Frankfurt am Main (Duitsland) wordt een Jan/Jantje ook wel "Ice-Cold Johnny" genoemd (A. Gerritsen)

## Beroemde Jantjes
- Jantje Smit, heet nu Jan Smit
- Jantje Beton, een beeldje vervaardigd door Beatrix der Nederlanden, is het beeldmerk van de gelijknamige organisatie die zich inzet voor een speelbare wereld

## Jantje wereldwijd
Het principe en het figuurtje van het onschuldige Jantje komen in culturen en talen wereldwijd voor, telkens met een eenvoudige of populaire naam uit de lokale taal:
- Armenië: Vartonik
- Brazilië: Joãozinho
- Bulgarije: Ivancho
- Duitsland: Fritzchen
- Engeland, VS en Engelstalige wereld: Little Johnny
- Estland: Juku
- Finland: Pikku-Kalle
- Frankrijk: Toto
- Hongarije: Móricka
- India: Shubodh Balok (Bengali)
- Italië: Pierino
- Kroatië: Ivica
- Litouwen: Petriukas
- Mexico: Pepito
- Nederland en Vlaanderen: Jantje
- Polen: Jasio
- Rusland: Vovochka
- Servië: Perica
- Slovenië: Janezek
- Spanje en Spaanssprekende landen in Zuid-Amerika: Jaimito
- Tsjechië: Pepíček

## Voorbeelden van Jantje-moppen
- Jantje zit, geheel tegen zijn gewoonte in, de hele dag op de bank te lezen. Moeder vraagt: "Moet je niet naar buiten? Dit is toch niets voor jou?" Waarop Jantje zegt: "Maar mama, morgen word ik 11 en dit boek is voor kinderen van 8 tot 10 jaar!"
- Op de laatste schooldag mogen de kinderen moppen en raadsels vertellen. Jantje vertelt het volgende raadsel: "Het gaat erin, het gaat eruit, en het druppelt!" De juf, die het al helemaal gehad heeft met Jantjes gedrag tijdens het schooljaar, stuurt hem naar de rector. Die vraagt het waarom hij eruit is gestuurd en Jantje vertelt het raadsel. De rector wordt rood: "Vlegel! Ga maar naar huis, ik wil je hier niet meer zien!" Thuisgekomen vraagt zijn moeder waarom Jantje zo vroeg thuis is, en als Jantje de reden vertelt wordt hij subiet naar zijn kamer gestuurd. Vader komt thuis van werk, en moeder vertelt dat Jantje zich weer eens heeft misdragen, weggestuurd is van school, en daarom op zijn kamer zit. Hij treft Jantje snikkend aan: "Ik vertelde alleen maar een raadsel, en iedereen is nu boos op mij!" Vader: "Wat is dat raadsel dan?" Jantje: "Het gaat erin, het gaat eruit, en het druppelt!" Vader: En wat is de oplossing dan?" Jantje: "Een theezakje!"
- Bij biologieles tekent de juf een komkommer op het bord. Jantje, die meteen doordenkt, moet keihard lachen, en de juf, wiens zenuwen door Jantjes gedrag tijdens het schooljaar tot het uiterste gespannen zijn, loopt huilend de klas uit. Tien minuten later komt de rector woedend binnen: "Jantje, nu meekomen! Het is altijd wat met jou! Twee weken geleden die stinkbom, vorige week waterballonnen, en deze keer (kijkt rond en ziet het schoolbord met de komkommer erop getekend) ..... heb je een penis op het schoolbord getekend!"